# Alexander Pawlowitsch Serebrowski

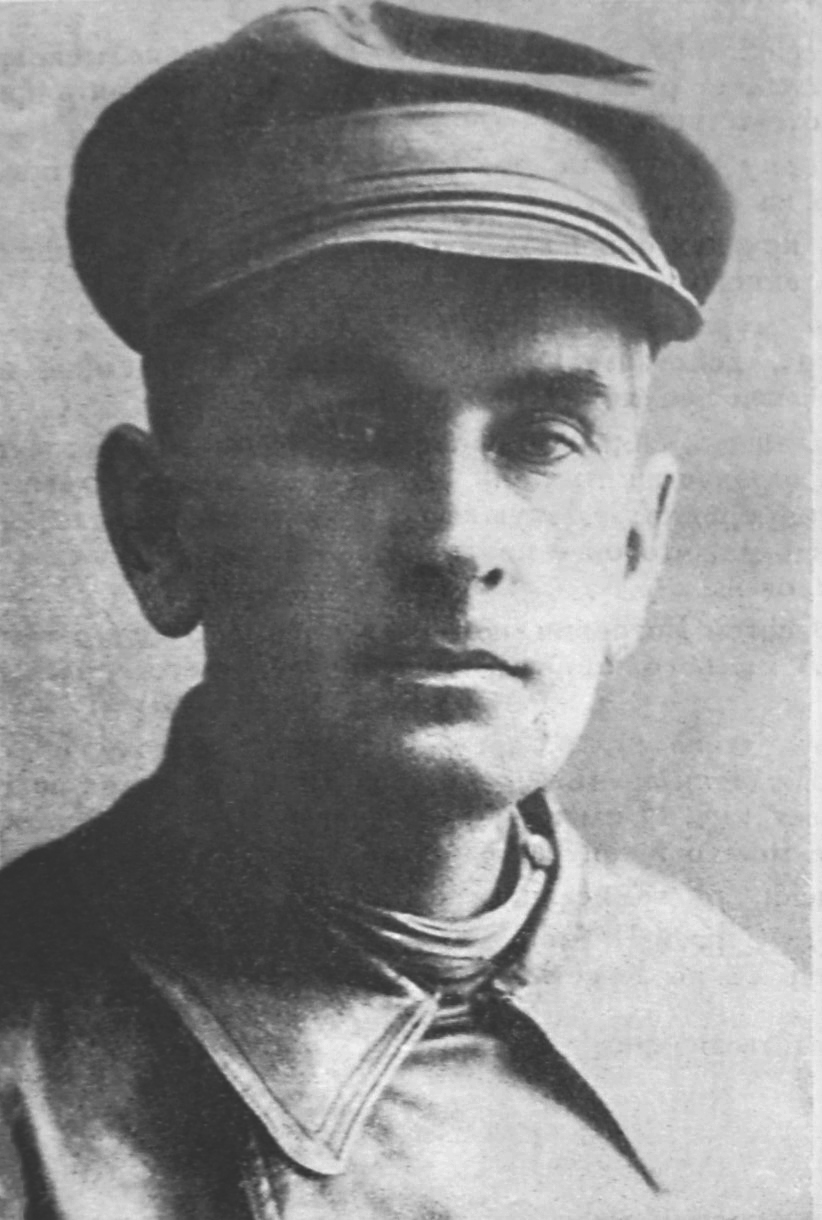
Alexander Pawlowitsch Serebrowski

Alexander Pawlowitsch Serebrowski (russisch Александр Павлович Серебровский; * 13. Dezemberjul. / 25. Dezember 1884greg. in Ufa; † 10. Februar 1938 in Kommunarka bei Moskau) war ein russischer Revolutionär sowie ein  sowjetischer Ingenieur, Ökonom und Gelehrter. Nach dem Russischen Bürgerkrieg brachte er die sowjetische Erdölindustrie und den Goldbergbau voran.

## Leben

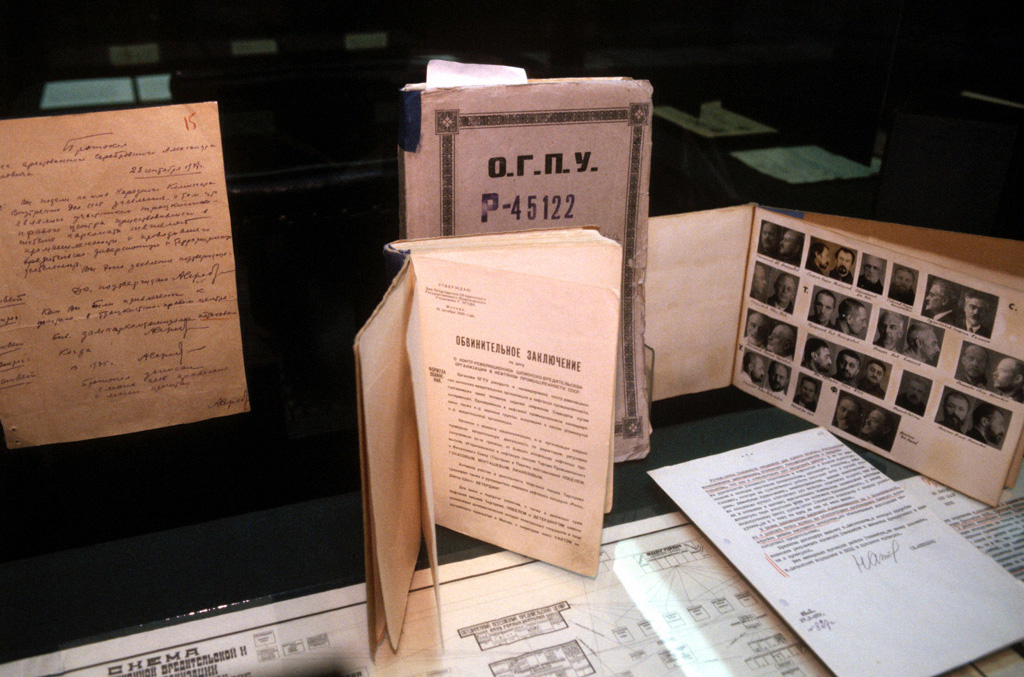
RIA-Novosti-Archiv: Die Gesellschaft Memorial zeigt aus dem FSB-Archiv: Protokoll des Verhörs von Alexander Serebrowski vom 28. September 1937 zum Vorwurf der konterrevolutionären Spionage und Sabotage in der Erdölindustrie der UdSSR.

Alexander Serebrowski wurde in einer Familie nach Ufa verbannter Narodowolzen geboren. Nach dem Abschluss des Gymnasiums studierte er ab 1902 an der Technischen Universität Sankt Petersburg, wurde aber nach der Teilnahme an studentischen Protesten in seinen Geburtsort zurückgeschickt. Seit 1903 Mitglied der SDAPR, wurde er in den Folgejahren mehrmals inhaftiert. Während der Russischen Revolution 1905 war Alexander Serebrowski, von den Putilowwerkern delegiert, Mitglied des Exekutivkomitees im Petersburger Sowjet. 1907 beteiligte er sich an einem bewaffneten Aufstand in Wladiwostok und emigrierte anschließend nach Belgien. Dort absolvierte er 1911 eine Technische Hochschule und kehrte dann nach Russland zurück. Nach der Teilnahme an der Oktoberrevolution war er sowohl in staatlichen Stellen als auch in der Wirtschaft aktiv – bis 1918 im Handelsministerium, 1919 im Bürgerkrieg Chef der Rückwärtigen Dienste an der Ukrainischen Front der Roten Armee sowie bis 1920 Chef bei der Waffenproduktion (Artillerie) und im Verkehrswesen.
1920 stieg er zum Stellvertretenden Vorsitzenden des Obersten Rats der Volkswirtschaft der RSFSR auf, war 1926 bis 1928 Chef der Erdölindustrie der Sowjetunion und 1926 bis 1930 Stellvertretender Vorsitzender des Obersten Rates für Volkswirtschaft der Sowjetunion. Seit 1928 leitete er die Hauptverwaltung für Buntmetalle, Gold- und Platin des Obersten Sowjets. Von 1932 bis 1937 war er Stellvertretender Minister für Schwerindustrie der Sowjetunion. 1935 gründete er das Forschungsinstitut zur Erkundung von Bunt- und Edelmetallen. Seit 1924 lehrte er am Polytechnischen Institut Aserbaidschan, an der Bergakademie Moskau und am Plechanow-Institut für Volkswirtschaft.
1925 bis 1937 war er Kandidat und darauf Mitglied des ZK der KPdSU.
Alexander Serebrowski wurde am 23. September 1937 verhaftet, als Konterrevolutionär zum Tode verurteilt und hingerichtet. Am 19. Mai 1956 – während Chruschtschows Tauwetter – wurde Alexander Serebrowski postum rehabilitiert.

## Trotzki
Trotzki schreibt 1929 in seinen Memoiren: „... ein Student der Technischen Hochschule, Serebrowski, der einer reichen Familie entstammte, sich aber in jungen Jahren dem Arbeitermilieu gut angepaßt hatte. Während der Reaktionsperiode wurde er Ingenieur, hatte sich von der Revolution zurückgezogen und war während des Krieges leitender Direktor von zwei der größten Metallfabriken in Petrograd gewesen ... Meine Rückkehr hatte er aus den Zeitungen erfahren. Jetzt stand er vor mir und bat leidenschaftlich, ich möge mich mit meiner Familie in seiner Wohnung einquartieren, und zwar unverzüglich, sofort. Nach einigem Zaudern willigten wir ein. Es war eine riesengroße, vornehme Direktorenwohnung, in der Serebrowski mit seiner jungen Frau wohnte. Kinder hatten sie nicht. Hier war alles vorhanden. Inmitten der ausgehungerten, halb zerfallenen Stadt waren wir hier wie in einem Paradiese. Die Sache änderte sich jedoch, sobald das Gespräch auf Politik kam. Serebrowski war Patriot; wie es sich später herausstellte, haßte er die Bolschewiki wütend und hielt Lenin für einen deutschen Agenten. Als er bei seinen ersten Worten eine Zurückweisung erfuhr, wurde er allerdings etwas vorsichtiger. Doch ein gemeinschaftliches Leben mit ihm war für uns unmöglich. Wir verließen die Wohnung des gastfreundlichen, aber uns fremden Menschen ... Nach unserem Siege im Oktober zog ich Serebrowski zur Sowjetarbeit hinzu. Wie viele andere kam er über den Sowjetdienst zur Partei. Jetzt ist er Mitglied des Stalinschen Zentralkomitees, eine der Stützen des Regimes. Konnte er im Jahre 1905 als Proletarier erscheinen, so ist es jetzt für ihn noch viel leichter, als Bolschewik zu gelten.“

## Familie
Alexander Serebrowski war mit Farandsem Minajewna Knunjanz (1885–1980) verheiratet. Das Paar lernte sich im Putilowwerk in Sankt Petersburg kennen.

## Ehrungen
- 28. März 1921 Rotbannerorden der AsSSR (Aserbaidschan)[12]
- 1931 Leninorden